# 哈德良三世
教宗聖哈德良三世（拉丁語：Sanctus Hadrianus PP. III）天主教会第109代教宗。於884年5月17日－885年8月或9月出任教宗。
哈德良三世来自罗马，家世不明。前任教宗马林1世在884年5月15日去世，5月17日哈德良三世被選为教宗。据说他是一位有着突出暴力行为的教宗，他在位一年零四个月，885年9月中旬去世。据说他在摩德纳被他的助手暗杀。

## 譯名列表
- 见教宗哈德良一世